# Michel Platini
Michel François Platini (Jœuf, 21. lipnja 1955.), francuski nogometaš talijanskog podrijetla.
Roditelji su mu bili kuhari, oboje talijanskog podrijetla, djeca useljenika iz Italije. Otac Aldo Platini bio je nogometaš amater, pa športski direktor u Nancyju, gdje je i Michel Platini počeo kao junior. Saint-Etiene je s njim zadni put bio prvak Francuske. S 28 godina igrački je "eksplodirao" i, prešavši u torinski Juventus, tri je godine za redom bio najbolji strijelac talijanskog prvenstva, i tri je godine za redom (1983., 1984. i 1985. godine) biran za najboljeg nogometaša Europe, što nikada nitko drugi nije uspio. Bio je prvak Europe s Juventusom i Francuskom. Dominirao je na Europskom prvenstvu 1984. godine, kada je Francuska pobijedila. Kasnije je bio izbornik Francuske nogometne reprezentacije. Platini je postigao najviše golova, igrajući na turnirima za Francusku, njih 14.
Platini je bio predsjednik UEFA. U 2015. godini zbog korupcije UEFA mu je zabranila rad u nogometu. Žalio se je na Europski sud za ljudska prava i sud je njegovu žalbu odbio.
U lipnju 2019. godine bio je zadržan na ispitivanju zbog dodjelivanja nagrade Svjetskog prvenstva 2022. godine državi Kataru, no nakon toga je bio pušten na slobodu.